# Mandaryna

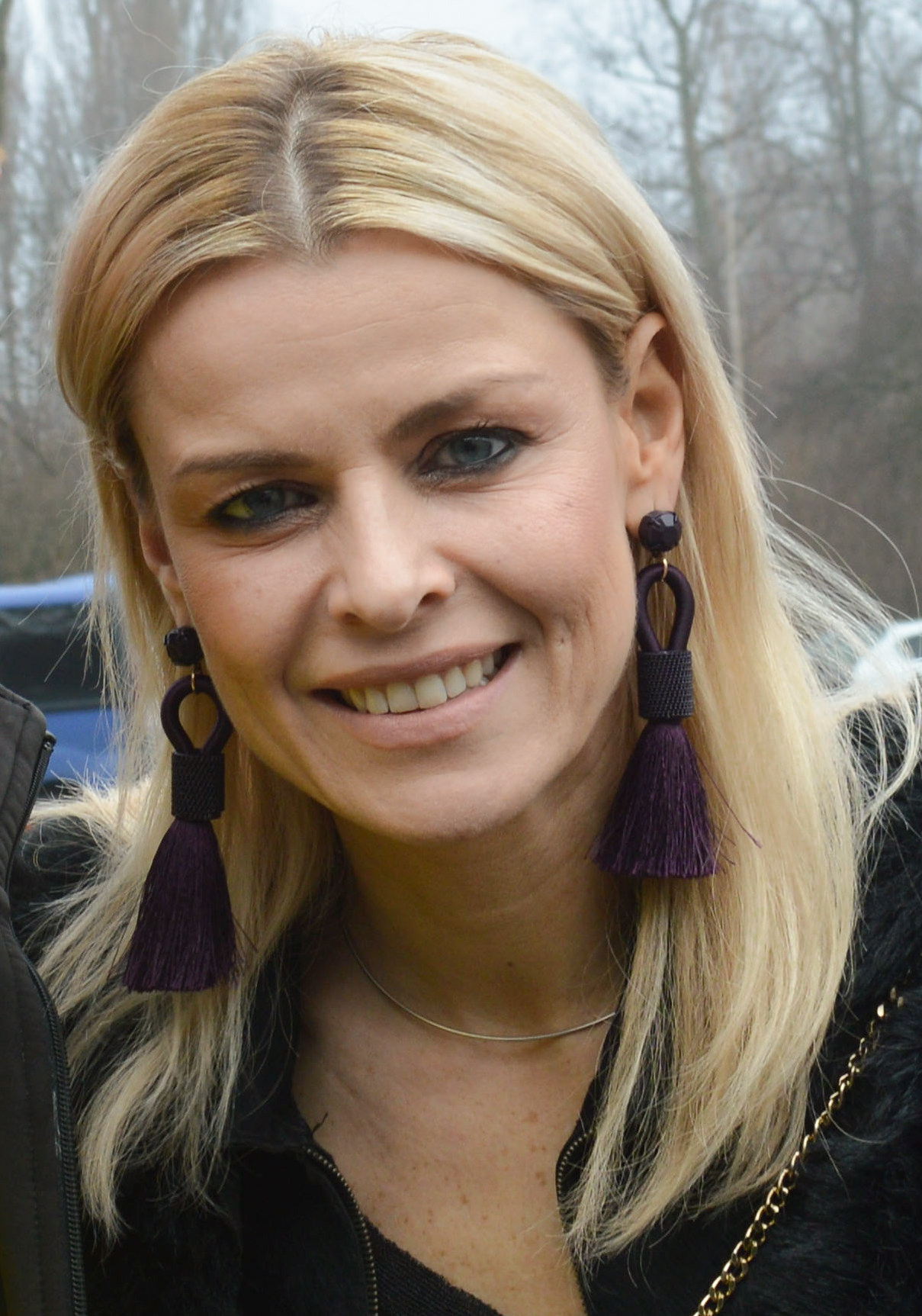
Mandaryna

Marta Katarzyna Wiktoria Wiśniewska (sinh ngày 12 tháng 3 năm 1978 tại Łódź), nghệ danh Mandaryna, là một ca sĩ nhạc dance và diễn viên người Ba Lan.

## Sự nghiệp
Mandaryna tốt nghiệp Khoa Diễn xuất tại Trường Thiết kế và Quảng cáo ở Łódź. Năm 2003, Mandaryna đóng vai Katarzyna Sarnecka trong phim truyền hình Na Wspólnej. Một năm sau, cô thành công với bản cover bài hát "Here I Go Again".
Album thứ hai của Mandaryna là Mandarynkowy sen từng đạt vị trí số 1 trong bảng xếp hạng album ở Ba Lan.